# Danh sách tên ký hiệu của NATO cho tàu ngầm chứa tên lửa đạn đạo
Tên ký hiệu của NATO cho tàu ngầm tên lửa đạn đạo, với tên gọi của Liên Xô:
- Tàu ngầm tên lửa đạn đạo động cơ hạt nhân (Podvodnaya Lodka Atomnaya Raketnaya Ballisticheskaya - PLARB)
  - "Hotel I" (Đề án 658) 8 tàu
  - "Hotel II" (Đề án 658M) 7 tàu (trang bị lại từ tàu của Đề án 658)
  - "Yankee I" (Đề án 667A) 34 tàu
  - "Yankee II" (Đề án 667AM, Navaga-M) 1 tàu (trang bị lại từ tàu của Đề án 667A)
  - "Delta I" (Đề án 667B, Murena) 18 tàu
  - "Delta II" (Đề án 667BD, Murena-M) 4 tàu
  - "Delta III" (Đề án 667BDR, Kalmar) 14 tàu
  - "Delta IV" (Đề án 667BDRM, Delfin) 7 tàu
  - "Typhoon" (Đề án 941, Akula) 6 tàu
  - "Borei" (Project 955, Borei) khoảng 3 tàu được chế tạo
- Tàu ngầm tên lửa đạn đạo động cơ điện/diesel (Podvodnaya Lodka Raketnaya Ballistecheskaya - PLRB) 
  - "Zulu V" (Đề án AV-611) 5 tàu
  - "Golf I" (Đề án 629) 22 tàu
  - "Golf II" (Đề án 629A) 14 tàu (trang bị lại từ tàu của Đề án 629)